# Mauritz von Wiktorin
Mauritz von Wiktorin (ur. 13 sierpnia 1883 w Heinburgu, zm. 16 sierpnia 1956 w Norymberdze) – austriacki wojskowy, generał piechoty Wehrmachtu, uczestnik I i II wojny światowej. 

## Życiorys
Karierę wojskową rozpoczął w 1903 roku w armii austro-węgierskiej, z którą brał udział w I wojnie światowej. Służył jako oficer sztabowy w 20 Brygadzie Kawalerii stacjonującej w Krakowie. W 1918 roku został awansowany na stopień majora. Po rozpadzie Austro-Węgier służbę wojskową kontynuował w armii austriackiej i Wehrmachcie. W 1932 roku został awansowany na stopień generała. 
W latach 1938–1940 dowodził 20 Dywizją Piechoty, z którą uczestniczył w 1939 roku w ataku na Polskę. Razem z kombrig. Siemionem Kriwoszejnem i gen. Heinzem Guderianem 22 września 1939 roku odbierał wspólną defiladę wojsk Armii Czerwonej i Wehrmachtu po zdobyciu twierdzy Brześć. Następnie został dowódcą XXVIII Korpusu Armijnego z którym do 30 stycznia 1942 roku uczestniczył w działaniach bojowych na terytorium ZSRR, skąd po przeniesieniu został mianowany dowódcą XIII Okręgu Wojskowego (Wehrkreis XIII). Po zamachu na Hitlera zwolniony ze służby 30 listopada 1944 roku.

## Awanse
- podporucznik (1.09.1903)
- porucznik (1.11.1909)
- kapitan (1.05.1914)
- major (1.11.1918)
- podpułkownik (1921)
- pułkownik (1927)
- generał (1932)[6]